# 安·瓦德
安‧瓦德（英語：Ann Ward）；1991年4月20日—），美國模特兒，為《全美超級模特兒新秀大賽》第十五季的冠軍。她是首位來自德州的優勝者，亦是全美超模以來最高最瘦的參賽者。並於比賽中創造了連續五星期首位，及共六次首位的記錄。

## 生平
瓦德來自美國德克薩斯州的達拉斯，2009年於美國保氏帕高中(Prosper High School)畢業。她就讀高中時一直被人嘲笑她的身高，因而缺乏自信。

## 全美超級模特兒新秀大賽
2010年，瓦德參與全美超模第十五季。因為她的身高而馬上被評審注意，她消瘦的腰圍亦同時被關注。她在第一次會見評審時，傑伊·亞歷山大用雙手就能圍著她的腰。
瓦德囊括了比賽首五星期的首輪叫名，因而刷新了全美超模的記錄。可是，雖然她能在拍攝環節有出色的表現，她害羞的性格缺點卻在面試及廣告拍攝中暴露。洛杉磯時報將她形容為「最內向及害羞，卻能得到成功的模特兒。」。
於本賽季最後一集，瓦德的對手卓絲·許斯麗指出，「瓦德未能贏得任何挑戰，反而她贏得三次。但是最後，瓦德還是勝出了全美超模第十五季的冠軍。」她將會獲得價值十萬美元的封面女郎(CoverGirl)合同﹑IMG的模特兒合同﹑義大利版Vogue的內頁、義大利版Vogue副刊《Beauty in Vogue》封面和內頁以及在其網頁亮相。
勝出比賽後，瓦德向評審表示她能獲獎特別值得慶賀，因為她總是被人取笑過高及不正常。而作為評審的尼祖·百克則指出，「妳當然不正常，因為妳是全美超模。」

## 比賽經歷
安在比賽中六次首名入圍。
|      | 拍攝題材           | 入圍名次 | 附註                           |
| 1    | 青少年霸凌         | 1/14     | 首位叫名                       |
| 2    | 墮落凡間的天使     | 1/12     | 首位叫名 主題：渴望的(Longing) |
| 3    | 深海芙蓉           | 1/11     | 首位叫名                       |
| 4    | 女子摔角手         | 1/10     | 首位叫名                       |
| 5    | 羅迪歐大道的美女照 | 1/9      | 首位叫名                       |
| 6    | 偶像級設計師模仿照 | 3/8      | 模仿對象：Alexander Wang       |
| 7    | H2T水之廣告        | 6/7      | 進入包尾二人（bottom2）        |
| 9    | 貢多拉上的才子佳人 | 4/6      |                                |
| 10   | 科莫湖雕像         | 3/5      |                                |
| 11   | Disturbato 困擾    | 1/4      | 首位叫名                       |
| 13-1 | 封面女郎廣告及硬照 | 1/2      |                                |
| 13-2 | 冠亞軍走秀         | 1/2      | 冠軍（第十五季）               |